# Antipsychiatrie
Antipsychiatrie verwijst doorgaans naar een heterogene beweging die ontstond in de jaren zestig van de twintigste eeuw en vijandig stond tegenover de meeste fundamentele veronderstellingen en gebruikelijke praktijken binnen de psychiatrie. De stimulerende invloeden voor deze groepsvorming en theorieën kwamen onder meer van Michel Foucault, Ronald D. Laing en Thomas Szasz en voor de antipsychiatrie in Nederland van Jan Foudraine en Kees Trimbos. Door het lijdend voorwerp van de psychiatrie, de patiënten en hun relaties, werden onder anderen de Stichting Pandora en de Cliëntenbond gelanceerd. De term antipsychiatrie werd in 1967 voor het eerst gebruikt door de Zuid-Afrikaanse psychiater David Cooper.
De term antipsychiatrie wordt soms toegepast als scheldwoord om kritische opvattingen binnen de psychiatrie in diskrediet te brengen.

## Algemeen
Twee centrale opvattingen van de antipsychiatriebeweging zijn dat:
1. de specifieke definities van, of criteria voor honderden gangbare diagnosen of stoornissen vaag en willekeurig zijn, en te veel ruimte laten voor meningen en interpretaties om te kunnen beantwoorden aan fundamentele wetenschappelijke standaarden.[3]
2. de gangbare psychiatrische behandelingen voor patiënten uiteindelijk veel schadelijker dan nuttig zijn.[4]

De belangrijkste andere kritiek op de aanspraken die de psychiatrie maakt op geloofwaardigheid, zijn onder andere:
1. een onjuist en overdadig gebruik van medische begrippen en instrumenten om grip op geest en maatschappij te krijgen;
2. een wetenschappelijk en/of klinisch slecht gefundeerd systeem van categorieën van diagnosen, bijvoorbeeld het DSM IV (Diagnostic and Statistical Manual of Mental Disorders) dat patiënten stigmatiseert;
3. een onjuiste (dat wil zeggen onterechte) uitsluiting van andere benaderingen van psychische nood/stoornis;
4. niet onderzocht misbruik of onjuist gebruik van macht over patiënten, die te vaak tegen hun wil worden behandeld;
5. zowel de machtsverhouding tussen patiënten en psychiaters, als de geïnstitutionaliseerde omgeving, wordt door patiënten te vaak ervaren als vernederend en gedwongen; en
6. het compromitterende gedrag van medici als gevolg van hun financiële en beroepsmatige banden met farmaceutische bedrijven en verzekeringsmaatschappijen.

Zowel afzonderlijke deskundigen in de geestelijke gezondheidszorg als academici hangen antipsychiatrische ideeën aan, net als een aantal voormalige en huidige cliënten van de psychiatrische zorg. Sommige critici richten zich op de biologische psychiatrie. Af en toe wordt beweerd dat sommige vormen van antipsychiatrie in feite alleen maar vormen van psychiatrie hebben gepropageerd, die toevallig strijdig zijn met de vigerende theorieën en methoden. Een aantal veronderstelde antipsychiaters hebben eveneens moeite gedaan om zichzelf te distantiëren van de term en haar soms ongunstige associaties.

## Oorsprong van de antipsychiatrie
Het woord psychiatrie werd in 1808 bedacht door Johann Christian Reil. Wat veel later bekend werd als de antipsychiatrie-beweging, vond zijn oorsprong in de bezorgdheid over het zogenaamde misbruik van psychiatrische werkwijzen, die sociale controle tot doel hadden. Daniel Defoe, het meest bekend als de schrijver van Robinson Crusoe, maakte er al melding van dat lang geleden, in de achttiende eeuw, sommige echtgenoten gebruik maakten van gekkenhuizen om hun ongehoorzame, maar gezonde vrouwen op te laten sluiten.
De psychiatrie kreeg in de negentiende eeuw een meer professionele basis. Naarmate meer invasieve behandelingsvormen opgang deden, nam ook het verzet tegen het vak toe. Sommige discussies betroffen het recht om mensen te bevoogden, die als krankzinnig werden beschouwd, vooral als zij zo ongelukkig waren om te eindigen in een van het steeds groeiende aantal krankzinnigengestichten.
Rond 1800 had de Amerikaanse arts Samuel A. Cartwright de drapetomanie (van het Griekse δραπετης: wegloper) ontdekt, een stoornis die verklaarde waarom slaven af en toe de onrustbarende neiging vertoonden om bij hun bazen weg te lopen. Een andere stoornis - ook ontdekt door Cartwright - , die bij slaven, - en overigens ook bij hun eigenaars, - voorkwam was de dysaethesia aethiopica, een aandoening die “zowel geest als lichaam aantastte.” Die verklaarde het kennelijke gebrek aan een juiste arbeidsethiek onder slaven. De dysaethesia aethiopica werd uitsluitend aangetroffen onder zwarten — “werd door opzichters ‘schurkenstreken’ genoemd” —, werd gekenmerkt door een gedeeltelijke ongevoeligheid van de huid en leidde tot “een zo grote afgestomptheid van de geestelijke vermogens, dat het leek alsof de betrokkene half in slaap verkeerde.” 
In het laatste gedeelte van de negentiende eeuw gold Emil Kraepelin als een productief bedenker van nieuwe categorieën van geestelijke stoornissen, waar meteen gebruik van werd gemaakt in de psychiatrie, ondanks het feit dat zij waren verkregen door extrapolatie van waargenomen gedrag, in plaats van door de klinische pathologie of etiologie, in strikte betekenis.
In de jaren twintig van de 20e eeuw werd door de Franse toneelschrijver en -directeur Antonin Artaud uitdrukking gegeven aan een uiterst vijandige houding ten opzichte van psychiaters en de psychiatrie, met name in zijn boek over Vincent van Gogh. Voor Artaud, die zelf geruime tijd in een dwangbuis had doorgebracht, was verbeelding iets reëels. Sterk beïnvloed door het enthousiasme van de dadaïstische en surrealistische beweging, beschouwde hij dromen, gedachten en waanideeën als niet minder reëel dan de “buiten”wereld. In de ogen van Artaud was de werkelijkheid nauwelijks meer dan een handige eenstemmigheid, vergelijkbaar met de eensgezindheid die toeschouwers vertonen als zij een theater bezoeken en zich, voor zolang het duurt, vergenoegen met het doen alsof wat zij zien de werkelijkheid is.
Dergelijke opvattingen en terugkerende aanvallen van wat in de ogen van niet-surrealisten een psychiatrische stoornis was, zorgde ervoor dat Artaud in feite slachtoffer werd van medische innovaties.
In de jaren dertig werden een aantal controversiële medische handelingen geïntroduceerd, waaronder het teweegbrengen van insulten (door elektroshock, insuline of andere medicijnen) en het doorsnijden van delen van de hersenen (leukotomie of lobotomie). Beide vonden een uitgebreide toepassing in de psychiatrie, maar er werden ernstige bezwaren geuit en er ontstond veel verzet op grond van morele overwegingen, schadelijke gevolgen of misbruik. Rond 1950 werden in laboratoria nieuwe psychiatrische medicijnen ontdekt, met name het antipsychoticum chloorpromazine, die geleidelijk het middel van de eerste keuze werden.
Hoewel die medicijnen in zekere zin vaak beschouwd werden als een vooruitgang, was ook daar verzet tegen, wat deels te wijten viel aan ernstige bijwerkingen, zoals tardieve dyskinesie en parkinsonisme. Vaak verzetten patiënten zich tegen de psychiatrie en weigerden of stopten met de medicatie, als ze niet meer door de psychiatrie werden gecontroleerd. Er was ook een toenemende weerstand tegen het grootschalig gebruik van psychiatrische ziekenhuizen en instellingen, en er werden pogingen gedaan om zorg te kunnen bieden in de woonomgeving.

### Opkomst
In de jaren zestig van de 20e eeuw kwam de antipsychiatrie op (een term die voor het eerst in 1967 werd gebruikt door David Cooper), een beweging die de fundamentele aanspraken en praktijken van de vigerende psychiatrie aan de kaak stelde.

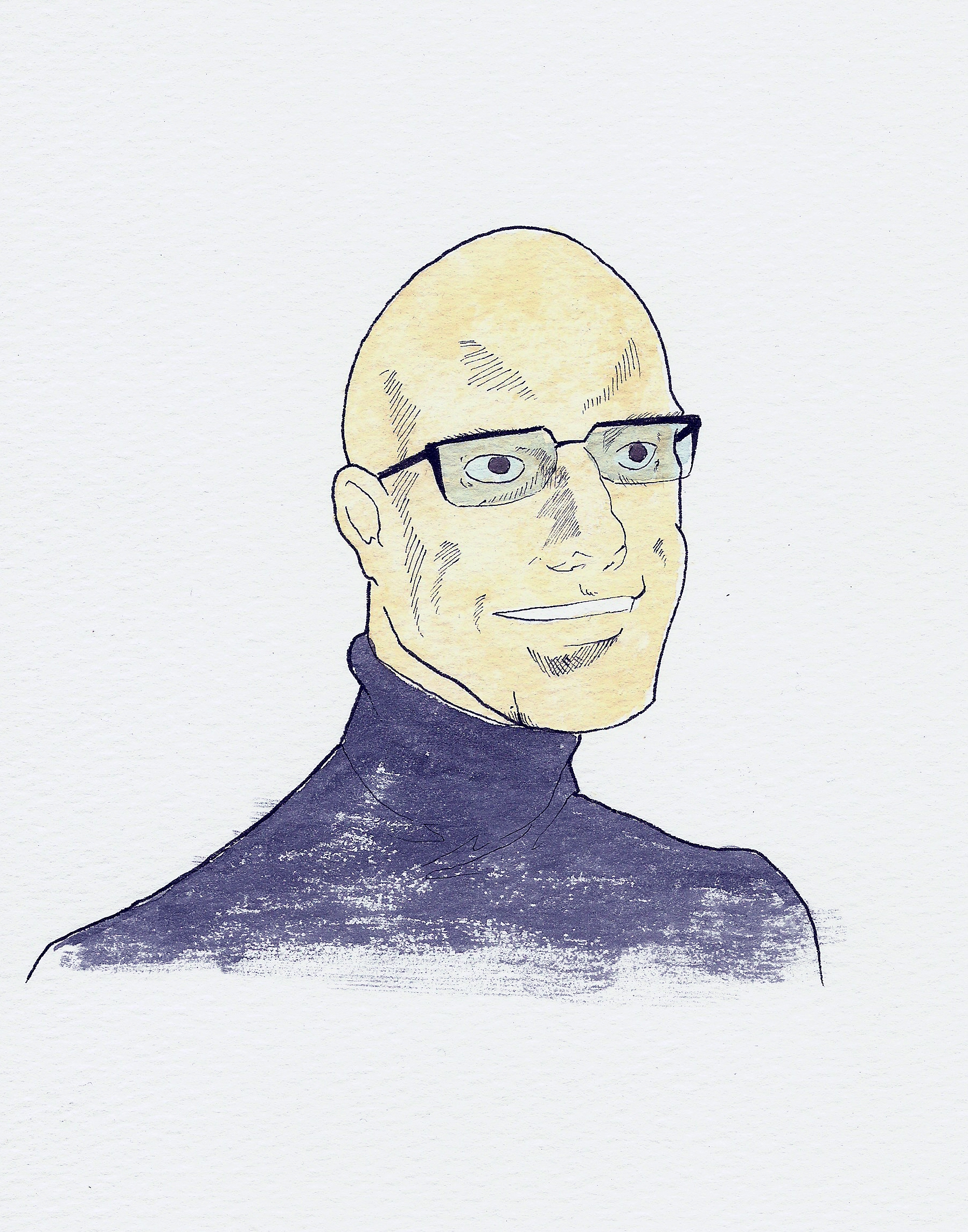
Michel Foucault, die met zijn proefschrift Geschiedenis van de Waanzin geldt als een inspiratiebron voor moderne kritieken op de psychiatrie.

Zowel Cooper als zijn meer bekende collega R.D. Laing waren zeer beïnvloed door het boek Geschiedenis van de waanzin in de zeventiende en achttiende eeuw, vaak afgekort naar Geschiedenis van de Waanzin, van de Franse filosoof Michel Foucault. Het boek onderzoekt ideeën, gebruiken, instellingen, kunst en literatuur, die in de westerse geschiedenis in verband staan met waanzin. Foucault begint zijn betoog in de middeleeuwen, waarbij hij de maatschappelijke en daadwerkelijke uitsluiting van lepralijders beschrijft. Hij betoogt dat met het geleidelijk verdwijnen van melaatsheid, deze manier om mensen buiten te sluiten wordt overgenomen door de waanzin. Het narrenschip uit de 15e eeuw is een literaire versie van een dergelijk manie van uitsluiten, namelijk door gekken op schepen weg te sturen. In het Europa van de 17e eeuw werden tijdens een beweging, die Foucault in hoofdstuk II prachtig beschrijft als de Grote Opsluiting, “gekke” leden van de maatschappij opgesloten en geïnstitutionaliseerd. In de achttiende eeuw ging men waanzin zien als het tegenovergestelde van de Rede, en tot slot in de negentiende eeuw als een geestesziekte. Foucault betoogt ook dat waanzin tot zwijgen kon worden gebracht door de Rede en haar kracht verloor door de grenzen van de maatschappelijke orde aan te duiden en de waarheid te benadrukken. Hij onderzoekt de opkomst van de wetenschappelijke en “humanitaire” behandelingsmethoden van de krankzinnige, in het bijzonder aan de hand van Philippe Pinel en Samuel Tuke. Hij stelt dat deze nieuwe behandelingen in feite niet minder controlerend waren dan de voorafgaande. Pinels behandeling van de krankzinnige kwam neer op een uitgebreide aversietherapie, waaronder behandelingen als ijskoude douches en het gebruik van een dwangbuis. In de ogen van Foucault hield deze behandeling alleen maar een herhaaldelijk gebruik van geweld in, totdat het patroon van veroordeling en straf door de patiënt geïnternaliseerd was.
Laing, Cooper, Theodore Lidz, Silvano Arieti en anderen gingen verder en betoogden dat schizofrenie opgevat kon worden als een beschadiging van het innerlijke Zelf, toegebracht door psychisch invasieve “schizofrenogene” ouders, of als een gezonde poging om in een zieke maatschappij het hoofd boven water te houden. De psychiater Thomas Szasz beweert dat een "psychiatrische stoornis" een daaraan eigen, verwarde combinatie is van een medisch en een psychologisch begrip, maar dat het gewild is omdat dat het gebruik legitimeert van de macht van de psychiatrie om afwijkingen van maatschappelijke normen in bedwang te houden en te begrenzen.
Aanhangers van dit standpunt verwijzen naar “De mythe van de psychiatrische stoornis,” de titel van het controversiële boek van Szasz. (Hoewel de beweging, die aanvankelijk als antipsychiatrie werd beschreven, geassocieerd werd met de algemene tegencultuur-beweging van de jaren zestig, waren Szasz, Lidz en Arieti daar nooit bij betrokken.) Michel Foucault, Erving Goffman, Deleuze, Guattari, en anderen bekritiseerden de macht en rol van de psychiatrie in de maatschappij, waaronder het gebruik van "totalitaire instellingen," "etiketteren" en stigmatiseren.
Volgens Foucault waren de begrippen geestelijk gezond en geestelijk gestoord maatschappelijke constructies die een kwantificeerbaar patroon weergaven van het menselijke gedrag, en die eigenlijk alleen maar kenmerkend waren voor de macht van de “gezonde” over de “gestoorde” mens. Het boek van Ken Kesey One Flew Over the Cuckoo's Nest (Ned. vertaling: En ééntje zag ze vliegen, Bert Bakker 1974) werd een bestseller, omdat het de publieke bezorgdheid verwoordde over onvrijwillige medicatie, lobotomie en elektroshockbehandelingen, die gebruikt werden om mensen in bedwang te houden.

### Ontwikkelingen vanaf de jaren zeventig

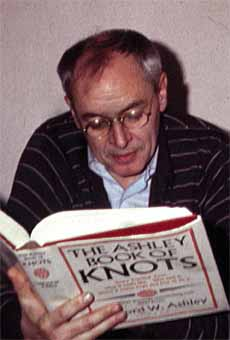
R.D.Laing, in een geestige toespeling op zijn eigen boek over de gecompliceerdheid van menselijke relaties, Knots (1970) Hij leest in het The Ashley Book of Knots, een handboek over het leggen van knopen.

Er werden nieuwe benaderingen ontwikkeld, als een alternatief of hervormende aanvulling op de psychiatrie. The Radical Therapist, een tijdschrift dat in 1971 in Noord Dakota werd opgericht door Michael Glenn, David Bryan, Linda Bryan, Michael Galan en Sara Glenn, daagde de gevestigde orde van de psychotherapie op verschillende manieren uit, onder het motto “therapie betekent veranderen en niet aanpassen.” Het bevatte artikelen die de rol van de deskundige bemiddelaar ter discussie stelden en in plaats daarvan pleitten voor een revolutionaire aanpak en het vormen van echte gemeenschappen. Maatschappelijk werk, humanistische en existentiële therapieën, gezinstherapie, counseling en zelfhulp, en klinische psychologie kwamen tot ontwikkeling en boden soms verzet tegen de psychiatrie.
De antipsychiatrie-beweging werd ook aangemoedigd door mensen die onaangename ervaringen hadden gehad met de psychiatrische zorg. Dat hield in dat ze beschadigd waren door de psychiatrie of dat ze het idee hadden dat ze met een andere benadering beter zouden zijn geholpen, waaronder mensen die gedwongen (ook met lichamelijk geweld) opgenomen waren in psychiatrische inrichtingen en onderworpen waren aan gedwongen medicatie of behandelingen. 
De homorechten-beweging vocht de kwalificatie van homoseksualiteit als een psychiatrische stoornis aan en, in een klimaat van verdeeldheid en activisme, besloten de leden van de American Psychiatric Association in 1974 (volgend op het unanieme besluit van de afgevaardigden in 1973) met een kleine meerderheid om homoseksualiteit als ziektecategorie te schrappen uit de DSM, en het te vervangen door de categorie “seksuele gerichtheidstoornis” en vervolgens als “ego-dystone homoseksualiteit,” dat in 1987 uit de DSM werd verwijderd, hoewel “geslachtsgerichtheidstoornis” en een uitgebreide verscheidenheid aan seksuele stoornissen gehandhaafd werden. Toenemende wettelijke en beroepsmatige beschermingsmaatregelen en het samengaan met rechten van de mens- en rechten van arbeidsongeschikten-bewegingen, vergrootten de theoretische onderbouw van de antipsychiatrie en de actiemogelijkheden.
De antipsychiatrie ging het "biomedische" fundament van de psychiatrie aanvechten (gedefinieerd in de zin van genetica, neurotransmitters en geneesmiddelen). Er kwam ook verzet tegen de toenemende banden tussen psychiatrie en farmaceutische bedrijven, die steeds machtiger werden en waarvan steeds vaker werd beweerd dat ze een buitensporige, onterechte en heimelijke invloed uitoefenden op onderzoek en gang van zaken in de psychiatrie. Er was ook weerstand tegen het coderen en veronderstelde misbruik van psychiatrische diagnoses in handboeken, met name tegen de American Psychiatric Association, die het Diagnostic and Statistical Manual of Mental Disorders (DSM IV) publiceert.
De antipsychiatrie vocht in toenemende mate het veronderstelde pessimisme in de psychiatrie aan en het geïnstitutionaliseerde vervreemden van mensen die als psychisch ziek bestempeld werden. Er ontstond een cliënten/overleversbeweging die streed voor volledig herstel, assertiviteit, zelfredzaamheid en zelfs totale bevrijding. Er werden plannen opgesteld om stigmatisering en discriminatie aan te vechten, vaak gebaseerd op het maatschappelijke model van arbeidsongeschiktheid en om mensen bij te staan of te steunen met publicaties over geestelijke gezondheidszorg, zodat zij meer bezig zouden kunnen zijn met werk en maatschappij (bijvoorbeeld door sociale werkplaatsen) en om de cliënten van de zorg te betrekken bij de levering en evaluatie van de geestelijke gezondheidszorg. Dit actief en open aan de kaak stellen van de fundamentele ethiek en doeltreffendheid van de hoofdrichting binnen de psychiatrie had daar echter een marginaal effect op en nog minder binnen het geheel van de geestelijke gezondheidszorg.

## Gang van zaken binnen de psychiatrie

### Beschaving als oorzaak van psychische nood
George Miller Beard heeft gewezen op de epidemie van "neurasthenie" rond het begin van de twintigste eeuw en heeft die geduid als een teken van de gedeeltelijke ineenstorting van de maatschappij onder invloed van de toenemende stress van de moderne manier van leven. R. D. Laing legde de nadruk op het gezinsverband, als het mechanisme waardoor individuen het slachtoffer worden van de mensen uit hun omgeving.

De afgelopen jaren heeft David Smail, een psychotherapeut, die deel uitmaakt van de antipsychiatrie-beweging, uitgebreid geschreven over het karakter dat het individu zich in de maatschappij eigen heeft gemaakt, en de onwil die zelfs therapeuten aan de dag leggen om de duidelijke rol te erkennen die macht en belangen in de huidige westerse maatschappij spelen. Hij betoogt dat gevoelens en emoties geen, zoals gewoonlijk wordt verondersteld, eigenschappen zijn van het individu, maar eerder reacties van het individu op zijn situatie in de maatschappij. Hij oppert dat zelfs psychotherapie alleen gevoelens kan veranderen, in zoverre zij iemand helpt om de “dichtbije” en “verre” invloeden op zijn leven te veranderen, die reiken van familie en vrienden, tot politiek en werk.

### Het beoordelen van wat normaal en wat ziek is

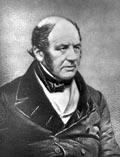
Een beschavingsziekte: de Amerikaanse psychiater Samuel A. Cartwright stelde een stoornis vast die hij drapetomanie noemde, een aandoening die ervoor zorgde dat slaven bezeten waren door een verlangen naar vrijheid en wilden ontsnappen.

Over het algemeen betwisten critici van de psychiatrie niet dat sommige mensen emotionele of psychische problemen hebben, of dat er psychotherapieën bestaan die voor een bepaald probleem zinnig zijn. Zij zijn het doorgaans oneens met de psychiatrie over de bron van deze problemen, over de juistheid van het etiketteren van deze problemen als een ziekte, en over de geschikte behandelingsmogelijkheden.
Een voorbeeld van de manier waarop een psychiatrische diagnose gebruikt kan worden om een cultureel vooroordeel te bestendigen en een afwijkende mening te onderdrukken, is de hierboven genoemde diagnose drapetomanie. Door een dergelijke psychische eigenschap als abnormaal en een ziekte te kwalificeren, propageerde de psychiatrie een cultureel bepaald vooroordeel over wat normaal, abnormaal en ziek was. Dit is een voorbeeld van hoe waarschijnlijk het is dat diagnoses en overtuigingen binnen de psychiatrie niet alleen door cultureel bepaalde vooroordelen worden bepaald, maar ook worden versterkt en van dat vooroordeel een blinde vlek maken.
Bovendien voelen veel mensen dat ze alleen maar als ziek worden bestempeld, omdat ze anders zijn. Op sommige mensen wordt de diagnose syndroom van Asperger of autisme geplakt en raken dat niet meer kwijt. Terwijl veel ouders van kinderen met de diagnose autist de inspanningen van patiëntenverenigingen ondersteunen, zijn er andere die zeggen dat ze waarde hechten aan het uniek-zijn van hun kinderen en willen niet dat ze van hun autisme “genezen” worden. De belangenverenigingen voor autisme hebben een aantal begrippen geïntroduceerd, die de basis lijken te gaan vormen voor een nieuwe tak van groepsidentiteiten: begrippen als "neurodiversiteit" en "neurotypisch". Een andere vorm van diversiteitsdenken is de Mad Pride-beweging. Vergelijkbaar met het denken in neurodiversiteit probeert de Mad Pride-beweging waanzin als een positieve identiteit te zien, meer ruimte te maken voor diversiteit en het denken in ziek en gezond te doorbreken
Bij bijna al die mensen, die pleiten voor het aanvaarden van autisten of andere “buitenstaanders,” wordt echter geen antipsychiatrisch standpunt aangetroffen. Door filosofen als Foucault is betoogd dat karakteriseringen van de “psychiatrische stoornis” onduidelijk en eerder een weerslag zijn van de hiërarchische structuur van maatschappijen van waaruit zij voortkomen, dan exact gedefinieerde symptomen die een “gezond” van een “ziek” persoon onderscheiden. Bovendien, als een neiging om zichzelf schade berokkenen wordt beschouwd als een eenduidig symptoom van een psychiatrische stoornis, zijn menselijke wezens, als soort, aantoonbaar gestoord, omdat zij de hele opgetekende geschiedenis door de neiging hebben vertoond om hun eigen milieu te vernietigen en oorlog met elkaar te voeren.
De Vlaamse psychiater Dirk De Wachter betoogt dat de gehele westerse samenleving voldoet aan de DSM-criteria van de borderline-persoonlijkheidsstoornis. Hiermee wilde hij aantonen dat binnen de westerse samenleving tegenwoordig 'afwijkend' gedrag te snel een psychiatrisch label krijgt. Tevens uit hij kritiek op de consumptiemaatschappij die volgens hem hier onder andere een oorzaak van is.
Er bestaan algemeen erkende problemen wat betreft de diagnostische betrouwbaarheid en validiteit van de belangrijkste gangbare psychiatrische diagnoses, zowel onder ideale als gereguleerde omstandigheden en dat geldt dus nog meer voor de gangbare klinische praktijk (McGorry et al.. 1995). De criteria van de belangrijkste diagnostische handboeken, de DSM en ICD, zijn niet consistent. Sommige psychiaters, die kritisch ten opzichte van hun eigen vak staan zeggen dat co-morbiditeit, dus als de betrokkene aan de criteria voor twee of meer stoornissen voldoet, eerder regel dan uitzondering is. Er bestaat veel overlapping en onduidelijk gedefinieerde of veranderlijke grenzen tussen wat psychiaters beweren dat duidelijke ziektetoestanden zijn. Sommigen binnen de antipsychiatrie-beweging staan kritisch ten opzichte van het gebruik van een diagnose, omdat het overeenkomt met het biomedische model.

### Psychiatrie en de farmaceutische industrie
Stern houdt zich bezig met de manier waarop in grote bevolkingsgroepen ziekten worden geëxploiteerd ten behoeve van financiële doeleinden, maar zijn artikelen verschijnen alleen in tijdschriften die kritisch staan ten opzichte van de medische beroepsgroep en industrie.
Psychiaters schrijven medicijnen voor aan volwassenen en kinderen. Het toedienen van medicijnen kan vrijwillig of, in bepaalde situaties, onvrijwillig plaatsvinden. Psychiaters beweren dat een aantal medicijnen een bewezen werkzaamheid hebben bij het verbeteren of reguleren van een aantal psychiatrische stoornissen. Daaronder valt een scala aan verschillende medicijnen, zoals stimulantia, antidepressiva, hypnotica, minor tranquilizers en neuroleptica (antipsychotica).
Anderzijds beweren organisaties, zoals MindFreedom International en het World Network of Users and Survivors of Psychiatry, dat psychiaters het nut van medicijnen overdrijven en het optreden van medicijnbijwerkingen bagatelliseren. Zij en andere actievoerders klagen er ook over dat de afzonderlijke patiënten onvoldoende evenwichtige informatie verstrekt wordt en onvoldoende op hun rechten als patiënt worden gewezen, en dat de gebruikelijke psychiatrische medicatie niet specifiek blijkt te zijn voor afzonderlijke stoornissen, op de manier waarop de gangbare psychiatrie beweert; en dat psychiatrische medicijnen niet alleen niet meetbaar verstoorde chemische evenwichten in de hersenen herstellen, maar ook ongewenste bijwerkingen veroorzaken. Bijvoorbeeld, hoewel kinderen met Ritalin en andere psychostimulantia ouders en onderwijzers beter gehoorzamen, hebben critici erop gewezen dat ze dan ook abnormale bewegingen kunnen ontwikkelen, zoals tics, krampen en andere onwillekeurige bewegingen. Dat blijkt niet rechtstreeks af te hangen van het therapeutisch gebruik van stimulantia, maar van de neuroleptica. De diagnose ADHD (Attention-Deficit/Hyperactivity Disorder) stellen op basis van onvoldoende aandacht voor gedwongen onderwijs, is voor de critici ook een reden om zich zorgen te maken over het gebruik van psychoactieve medicijnen als middel om sociale controle over kinderen uit te oefenen.
De invloed van farmaceutische bedrijven is een belangrijk onderwerp voor de antipsychiatrie-beweging. De farmaceutische industrie is een van de meest winstgevende en machtigste industrieën, en zoals Joe Sharkey heeft aangetoond, bestaan er veel financiële en professionele banden tussen psychiatrie, toezichthouders en farmaceutische bedrijven. Die laatste financieren doorgaans veel van het onderzoek dat door psychiaters wordt verricht, adverteren voor medicijnen in psychiatrie-tijdschriften en dragen financieel bij aan conferenties, psychiatrie- en gezondheidszorgorganisaties en campagnes ter bevordering van de gezondheid en bovendien maken ze gebruik van artsenbezoekers om huisartsen en politici te beïnvloeden. Peter Breggin, Sharkey en anderen, die onderzoek doen naar de psychofarmaca-industrie, beweren dat veel psychiaters lid, aandeelhouder of speciaal adviseur zijn bij farmaceutische of aanverwante organisaties. Het blijkt dat onderzoeksresultaten het voorschrijven van medicijnen beïnvloeden. In het Verenigd Koninkrijk kwam een onafhankelijke parlementaire enquête over de farmaceutische industrie tot de volgende conclusie: "De invloed van de farmaceutische industrie is van dien aard, dat het de klinische praktijk beheerst,” en dat er ernstige tekortkomingen bestaan in het toezicht, wat leidt tot “onveilig medicijngebruik en een toenemende medicalisering van de maatschappij.” De activistische organisatie No Free Lunch geeft een gedetailleerd verslag van het gebruikelijke aannemen van geschenken van de farmaceutische bedrijven door medische beroepsbeoefenaren en het effect daarvan op de gang van zaken in de psychiatrie. Ook wordt nadruk gelegd op het schrijven van artikelen door werknemers van een farmaceutisch bedrijf, die vervolgens gepresenteerd worden door vooraanstaande psychiaters. Systematische overzichten hebben aan het licht gebracht dat onderzoek naar de werking van psychofarmaca, dat worden uitgevoerd met financiële steun van de farmaceutische industrie, veel vaker positieve bevindingen rapporteert dan studies zonder die financiële steun.
Sinds de jaren vijftig van de 20e eeuw is het aantal recepten voor psychofarmaca enorm sterk toegenomen en laat geen tekenen van afname zien. In de Verenigde Staten staan antidepressiva en tranquillizers op dit moment aan de top van de meest voorgeschreven medicijnen, en neuroleptica en andere medicijnen voor psychiatrische aandoeningen doen daar weinig voor onder, terwijl de verkoop alleen nog maar stijgt. Als oplossing voor dit zogenaamde belangenconflict stellen critici wetgeving voor, om de farmaceutische industrie te scheiden van de psychiatrische beroepsgroep.

### Elektroshocktherapie
Psychiaters mogen psychiatrische medicatie, psychotherapie of meer controversiële ingrepen zoals elektroshocks of psychochirurgie aanbevelen om psychiatrische aandoeningen te behandelen. Het gebruik van ECT (elektroconvulsieve therapie) wordt wereldwijd speciaal toegepast voor ernstige psychische stoornissen en soms onvrijwillig. Er wordt geschat dat in de hele wereld per jaar bij ongeveer 1 miljoen patiënten ECT wordt toegediend. Door de verscheidenheid aan omstandigheden en behandeling is het is onbekend aan hoeveel mensen in de V.S. jaarlijks ECT wordt toegediend. Onderzoekers schatten dat het tussen de 100.000 en 200.000 mensen per jaar betreft.
Sommige mensen die ECT krijgen, overlijden tijdens de behandeling (ECT wordt toegediend onder volledige narcose, wat altijd een risico inhoudt). Frank citeert uit psychiatrische tijdschriften ongeveer 400 doden per jaar.
Bij critici van de psychiatrie staat vooral deze behandeling niet hoog aangeschreven. John Breeding, een omstreden criticus van de psychiatrische praktijken beweert dat “elektroshocks altijd hersenbeschadiging teweegbrengen.” Anderzijds was de conclusie van een systematisch overzicht uit 2003 dat, ondanks deze risico’s, ECT “een effectieve korte termijn behandeling is voor depressies.” Er wordt het meest gebruik van gemaakt in levensbedreigende situaties, zoals suïcidaliteit en depressieve toestanden.

## Psychiatrie als pseudowetenschap
Veel van de hierboven aangehaalde onderwerpen leidden tot de bewering dat psychiatrie een pseudowetenschap is. Met name de oppositie tegen de psychoanalyse heeft de wetenschappelijke kritiek op de psychiatrie een enorme impuls gegeven. Volgens sommige wetenschapsfilosofen (vooral Karl Popper), is het voor een theorie, om als harde wetenschap gekwalificeerd te kunnen worden, noodzakelijk dat die voldoet aan de volgende kenmerken:
- parsimonie, (het principe dat als twee verklaringen plausibel zijn, de eenvoudigste, de verklaring waarvoor de minste aannames nodig zijn, geldt) zo eenvoudig mogelijk als het te verklaren verschijnsel dat toelaat (zie Het scheermes van Ockham);
- empirisch toetsbaar en falsifieerbaar;
- veranderbaarheid, dat wil zeggen dat er zo nodig wijzigingen in de theorie aangebracht moeten kunnen worden, als er nieuwe gegevens ontdekt worden;
- progressief, bevat eerdere geslaagde beschrijvingen en verklaart meer en voegt meer toe;
- provisorisch, dat wil zeggen voorlopig; de theorie probeert niet te poneren dat zij een definitieve beschrijving of verklaring is.

De psychiaters Colin A. Ross en Alvin Pam stellen dat de biologische psychiatrie op veel punten niet voldoet aan wetenschappelijkheid. John Modrow denkt dat de meeste biologische hypothesen in de psychiatrie onbewijsbaar en niet falsifieerbaar zijn.

## De "Therapeutische Staat"

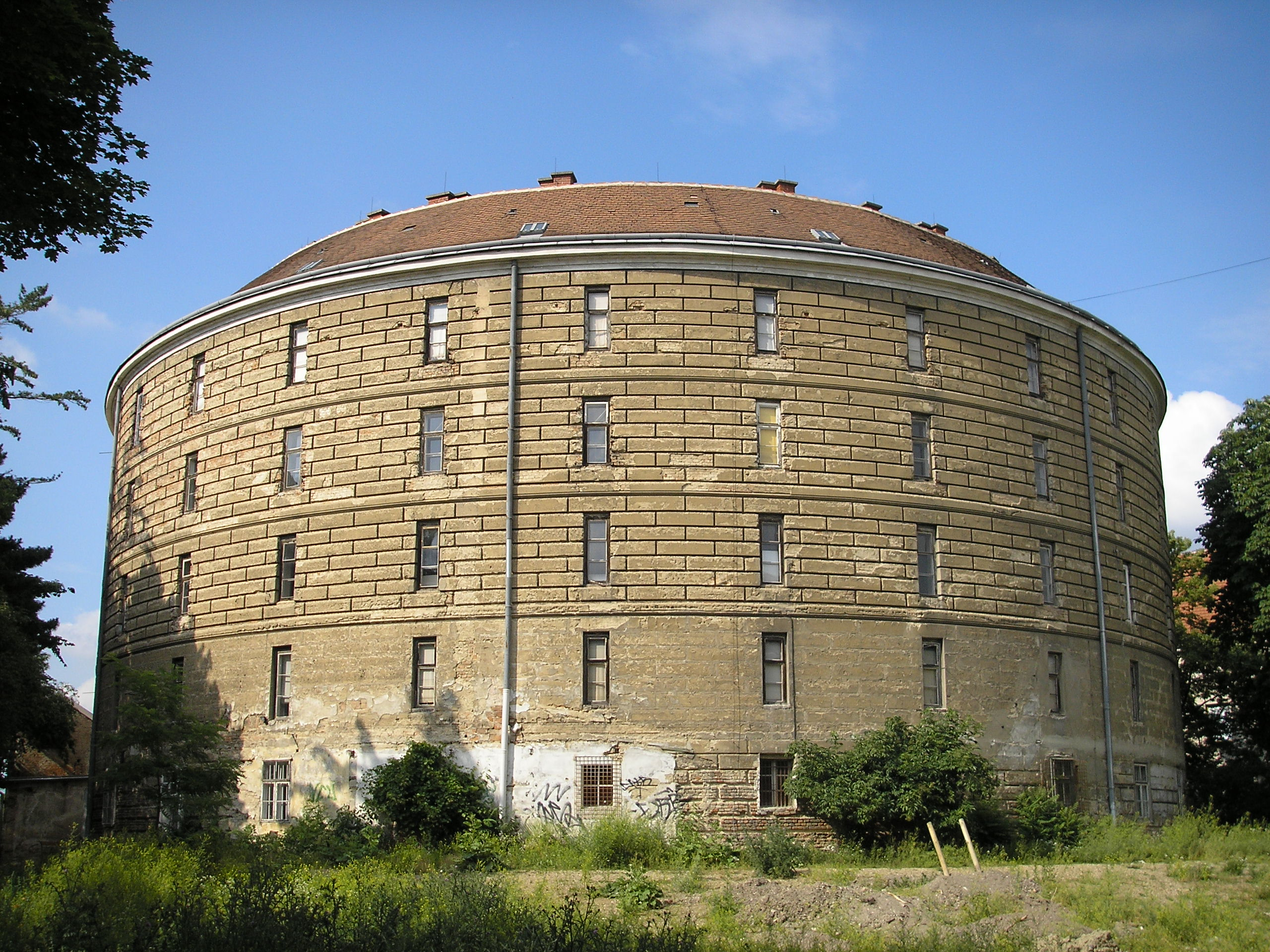
De Narrenturm, Duits voor gekkentoren, in Wenen, gebouwd in 1784, was waarschijnlijk het eerste gebouw ter wereld dat speciaal was ontworpen als “gekkenhuis.”

De "Therapeutische Staat" is een begrip dat in 1963 werd bedacht door de Amerikaanse psychiater Thomas Szasz. Met dit begrip beoogt Szasz een benaming te geven voor het "huwelijk" tussen staat en psychiatrie, die hij toepast in zijn betoog dat er nood is aan een scheiding tussen psychiatrie en staat.

### Psychiatrie en de wet
Het Hooggerechtshof van de Verenigde Staten bepaalde in 1975 dat het een schending van de burgerrechten is om iemand tegen zijn wil medicijnen toe te dienen, te behandelen of op te nemen.
Terwijl het opkomen voor de psychiatrische patiënt nog steeds een onderwerp van discussie is, is het ook een geldig excuus voor wanpraktijken. Szasz en andere critici beweren dat opgenomen worden in een psychiatrische inrichting erger kan zijn dan een verblijf in een gevangenis, omdat dat het risico met zich meebrengt om gedwongen behandeld te worden met neuroleptica of het toepassen van een elektroshockbehandeling. Bovendien worden patiënten opgenomen in psychiatrische inrichtingen voor een onbepaalde duur, terwijl een gevangenisstraf een vooraf vastgestelde tijdsduur heeft. In Nederland worden dwangopnamen via de Wet verplichte ggz geregeld. Rechtspsychologen als Hans Crombag leveren via publicaties en de media met enige regelmaat kritiek op de gang van zaken op de praktijk van de toepassing van deze rechterlijke maatregelen.

### Potentie tot misbruik voor politieke doeleinden
De medicalisatie van maatschappelijke problemen en het systematisch vermoorden van mensen in Duitse psychiatrische inrichtingen in de jaren dertig (dat door de nazi's eufemistisch euthanasie werd genoemd) hadden onder meer geleid tot de geïnstitutionaliseerde, procesmatige en theoretisch onderbouwde oorsprong van de massamoorden van de jaren veertig in Duitsland en de bezette gebieden.
De Sovjet-Unie bedacht in de twintigste eeuw geschikte psychiatrische diagnoses voor iedereen die zich voldoende heftig en vastberaden tegen haar wil verzette, maar die of door middel van hun vindingrijkheid of gewoon door hun maatschappelijke positie, moeilijk tot misdadigers bestempeld konden worden. In plaats daarvan werden ze dus gewoon opgesloten. Het constateren van misbruik van de psychiatrie in de zogenoemde "psichoesjka's" leidde er ook toe dat de juistheid van de praktijken van de psychiatrie in het Westen ter discussie werd gesteld. In het bijzonder het diagnosticeren van veel politieke dissidenten als schizofreen, deed sommigen de algemene diagnose en het als straf bedoelde gebruik van het etiket schizofrenie in twijfel trekken. Dat riep de vraag op of het etiket schizofrenie en de daaruit volgende onvrijwillige psychiatrische behandeling in het Westen niet op een gelijksoortige manier werd gebruikt, namelijk om opstandige jonge mensen in gezinsconflicten onder de duim te houden.
Er doemen ook problemen op bij het gebruiken van standaarddiagnostische criteria in verschillende landen, culturen, geslacht en etnische groepen. Critici voeren vaak aan dat verwesterde, blanke, door mannen gedomineerde psychiatrische behandelingen en diagnoses die van andere groepen benadelen en verkeerd begrijpen. Verschillende studies hebben bijvoorbeeld aangetoond dat in de Verenigde Staten bij Afro-Amerikanen veel vaker de diagnose schizofrenie wordt gesteld dan bij Kaukasianen.

### Onvrijwillige opname
Critici beschouwen het gebruikmaken van wettelijk toegestaan geweld voor onvrijwillige opnames als strijdig met een van de steunpilaren van open of vrije maatschappijen. Mill betoogt dat de maatschappij nooit dwang zou moeten gebruiken om een individu aan banden te leggen, zolang hij of zij een ander geen kwaad doet. De toenemende toepassing van buurtzorg, in het Verenigd Koninkrijk en elders, kwam deels tot stand als reactie op deze bezorgdheid. Alternatieven voor onvrijwillige opname houden ook de ontwikkeling in van niet-medicinale crisiszorg in de woonomgeving.
Critici van de psychiatrie betogen dat, in het geval dat mensen aan ernstige psychotische crisissen lijden, het Amerikaanse Soteria-project doorgaans een menselijker en barmhartiger alternatief biedt dan de gedwongen psychiatrie. In Amerika zijn de Soteria-huizen in 1983 gesloten bij gebrek aan financiële steun. Soteria-achtige huizen floreren echter op dit moment in Europa, met name in Zweden en andere Noord-Europese landen.

## Verder lezen
- Laing, R.D., The Divided Self, Penguin Books, 1976, ISBN 978-0140207347 Ned. vertaling: Het verdeelde zelf. Boom 1971
- Laing, R.D., The Politics of Experience, Pantheon, 1983, ISBN 978-0394714752 Ned. vertaling: De strategie van de ervaring. Boom 1969.
- Szasz, Thomas, The Manufacture of Madness: A Comparative Study of the Inquisition and the Mental Health Movement, Syracuse University Press, 1997, ISBN 978-0815604617 Ned. Vertaling: De waan van de waanzin – de psychiatrie als voortzetting van de inquisitie. Ambo 1972
- Szasz, Thomas, Geestesziekte als mythe – een pleidooi tegen onvrijwillige psychiatrie Lemniscaat 1972.
- Szasz, Thomas, Het recht om terecht te staan – rechtbedeling door psychiaters. Ambo 1971.
- Szasz, Thomas, Ideologie en waanzin – wat wil de psychiatrie. Ambo 1972.